# Francisco José Debali

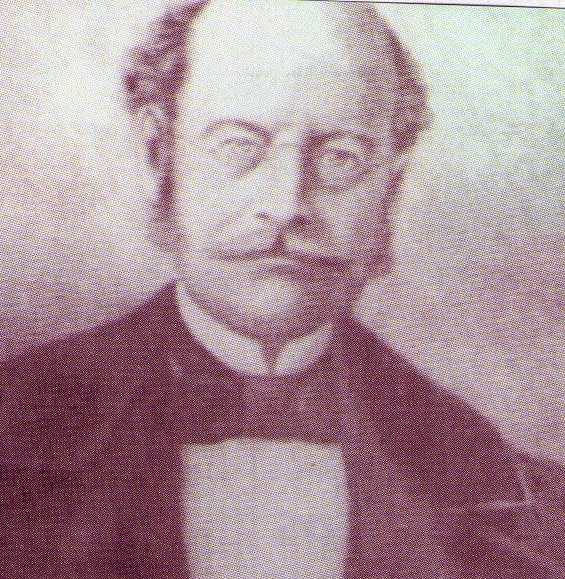
Francisco José Debali.

Francisco José Debali (Kajántó, 26 luglio 1791 – Montevideo, 13 gennaio 1859) è stato un compositore ungherese naturalizzato uruguaiano.
È l'autore della musica dell'inno nazionale dell'Uruguay e del Paraguay.

## Biografia
Debali nacque a Kajántó (l'attuale Chinteni), in Transilvania, nella parte occidentale della regione (oggi in Romania). Cittadino asburgico di etnia magiara, il suo nome originale era Ferenc József Debály che fu reso in lingua spagnola dopo il suo trasferimento in Sud America.